# Lineville (Iowa)
Lineville – miasto w Stanach Zjednoczonych, w stanie Iowa, w hrabstwie Wayne. Zgodnie ze spisem statystycznym z 2000 roku, miasto liczyło 273 mieszkańców.